# 1584 Fuji
1584 Fuji је астероид главног астероидног појаса са пречником од приближно 21,70 .
Афел астероида је на удаљености од 2,837 астрономских јединица (АЈ) од Сунца, а перихел на 1,918 АЈ.
Ексцентрицитет орбите износи 0,193, инклинација (нагиб) орбите у односу на раван еклиптике 26,622 степени, а орбитални период износи 1339,477 дана (3,667 године).
Апсолутна магнитуда астероида је 10,67 а геометријски албедо 0,202.
Астероид је откривен 7. фебруара 1927. године.